# Nomada attenuata
Nomada attenuata är en biart som beskrevs av Cockerell 1929. Nomada attenuata ingår i släktet gökbin, och familjen långtungebin. Inga underarter finns listade i Catalogue of Life.